# Католицизм в Беларуси
Католицизм в Беларуси (бел. Каталіцтва ў Беларусі). Католическая церковь — вторая по величине религиозная конфессия страны. В 2012 году по данным ИАЦ проведённый опрос населения страны показал, что 10 % респондентов отнесли себя именно к ней (около 9,5 % от общей численности населения). По данным самой католической церкви конфессия насчитывает около 1,4 миллиона верующих (15 % всего населения). Наибольшее число верующих проживает на западе страны (прежде всего, в Гродненской области, где они составляют более 60 % населения), хотя католические общины существуют на всей территории Беларуси.
В современной Беларуси распространена преимущественно католическая церковь латинского обряда, хотя исторически — со времени Брестской унии 1596 года и вплоть до Полоцкого собора 1839 года (вхождения униатских епархий в Российскую церковь) — среди непольского населения земель современной Беларуси преобладал католицизм византийского обряда (униатство). С начала 1990-х годов в стране существуют лишь небольшое число малочисленных общин грекокатоликов, входящие в состав Белорусской грекокатолической церкви.

## История
Начало распространения христианства латинского образца иногда относят к рубежу X—XI веков. Согласно исследованиям белорусского историка Андрея Котлярчука крещение белорусских земель произошло в 986 году миссионером Торвальдом Путешественником (Торвальд Кодранссон), уроженцем Исландии, «полномочным представителем Византии к русским князьям в странах Восточной Балтики». В 986 году он прибыл в Полоцк (вместе с помощником Стэвниром Таргельсоном) и основал храм и монастырь св. Иоанна Крестителя «недалеко от места под горой под названием Дрофн». А в 1005 году князь Святополк в Турове основал храм по латинскому обряду.
Католицизм начал активно распространяться в Беларуси с конца XIV века, когда великий князь литовский Ягайло в обмен на получение польской короны начал перевод в католичество прежде языческой знати Жемайтии и Аукштайтии (совр. Литовская Республика) при одновременном создании привилегий для католиков. Со временем большая часть знати (шляхты) приняла католицизм, в то время как большинство простого населения осталось православным. После заключения Брестской унии в 1596 году, расширения привилегий для католиков и появления в Речи Посполитой иезуитов, численность перешедших в католицизм увеличилась. Значительную роль в распространении католицизма сыграли организованные иезуитами школы, дававшие качественное образование для детей всех конфессий. Иезуиты в Великом княжестве Литовском также прибегали к миссионерской деятельности (преимущественно среди магнатов и шляхты), организовывали публичные выступления, диспуты, различные театрализованные представления.

## Российская империя
К 1791 году на территории Беларуси (без восточных районов, включённых в состав Российской империи) католики латинского обряда составляли 38 % населения, ещё 39 % — католики греческого обряда (греко-католики). Больше всего католических приходов находилось в поветах (по новому административно-территориальному делению) Ошмянском (62), Гродненском (49), Брестском (40), Новогрудском (29), Лидском (24) и Минском (20), меньше всего — в Мозырском (2), Речицком (2) и Пинском (3).
В 1773 году Екатерина II на присоединённых восточных землях Великого княжества Литовского создала католическую Белорусскую епархию (позднее — Могилёвская архиепархия). В Риме это решение признали лишь в 1783 году.
В 1795 году, после второго и третьего разделов Речи Посполитой, была основана Пинская епархия.
В 1798 году вместо неё была создана Минская епархия.
Часть белорусских земель административно относилась к Виленской епархии. Власти Российской империи не признали роспуск ордена иезуитов в 1773 году, и коллегиумы в Полоцке, Могилёве, Мстиславле и Орше продолжили свою работу. Значительная часть католического духовенства Беларуси поддержала Польское восстание 1830—1831 года: по подсчётам О. В. Карпович в мятеже участвовали 136 представителей католического духовенства из Витебской, Гродненской, Минской и двух белорусских уездов (Браславского и Ошмянского) Виленской губерний. Подавляющее большинство из них (132 человека) были из Минской, Гродненской и белорусских уездов Виленской губерний, в то время, как из Витебской губернии только 4 представителя католического духовенства примкнули к восстанию, в Могилёвской губернии ни одного. Некоторые монахи взяли в руки оружие, другие служили капелланами у партизан, священнослужителями были сформированы вооружённые отряды. Активность католического духовенства резко контрастировала с пассивностью православного — всего в Беларуси в восстании участвовали 162 церковника, из которых только один был православным.
В течение 1864—1897 годов численность католиков в пяти губерниях с преимущественно белорусским население выросла с 1333,7 тысяч до 1947,6 тысяч, или на 46 % (численность православных за этот же период выросла на 104,4 %). В Виленской губернии численность католиков выросла с 607,5 до 935,8 тысяч, в Витебской — с 230,2 до 357,3, в Гродненской — с 273,1 до 386,5, в Минской — с 179,9 до 217,9, в Могилёвской — с 43 до 50,1 тысяч человек. Более быстрый рост численности православного населения отчасти объясняется активизацией переходов из католицизма в православие после восстания 1863-64 годов: православные получали дополнительные права и экономические привилегии. Известны и случаи смены конфессии под принуждением. Ряд костёлов после восстания был закрыт и передан православным: например, в Гродненском деканате в 1864 году насчитывалось 25 костёлов и каплиц, а два года спустя их осталось 11, в Слонимском деканате — 33 и 5 соответственно, в Лидском деканате — 20 и 13 соответственно. Восемь местных священников, участвовавших в восстании, казнили, а ещё несколько десятков сослали в Сибирь. Участник восстания Рафаил Калиновский впоследствии был канонизирован католической церковью.
Указ о веротерпимости от 17 апреля 1905 года, разрешивший православным переходить в другие конфессии, укрепил позиции католицизма в Беларуси: только за 1905—1906 годы официально перешли из православия в католичество 46503 жителя Виленской, Витебской, Минской, Гродненской и Могилёвской губерний. За 1905—1909 годы из православия в католицизм перешли 62 тысячи человек в Виленской епархии. Массовый переход населения в католицизм вызвал обеспокоенность властей Российской империи, и в марте 1909 года по белорусским православным епархиям был разослан секретный указ Николая II, предписывавший усилить работу по агитации прихожан оставаться православными.
Из-за строгих правил по строительству новых храмов всех конфессий, кроме православия, строительство новых культовых сооружений почти не велось. Отмена циркуляра генерал-губернатора М. Муравьёва в 1896 году мало повлияла на политику в отношении открытия новых костёлов. В результате, в Виленской епархии с 1864 по 1905 год не было построено ни одного нового костёла, однако три ранее действовавших костёла были перестроены. Указом о веротерпимости 1905 года были либерализованы правила строительства новых костёлов, но уже в 1909 году генерал-губернатор К. Кршивицкий издал распоряжение, которое возвращало обязательное получение разрешения местных властей для строительства новых костёлов. В 1906—1914 годах в Виленской епархии было открыто 9 новых приходов (парафий) и филиалов — 7 в Виленской губернии и 2 в Гродненской. В Минске в этот период был построен Костёл Святого Симеона и Святой Елены.
Вспомогательным языком в костёлах был польский. Одной из мер по реализации политики русификации стали попытки заменить в костёлах вспомогательный польский язык русским. После подавления восстания 1863—1864 годов гражданские власти старались принудить духовенство и вспомогательный персонал (органистов и других) к использованию русского языка. Отдельные священники читали проповеди на белорусском языке; его использование усилилось в начале XX века.

## Советская Белоруссия
К 1917 году на территории современной Республики Беларусь насчитывалось 456 костёлов и 162 каплицы. После окончания советско-польской войны в БССР началась организованная кампания по борьбе с религией, от которой пострадали в том числе и католики. 23 июня 1922 года, несмотря на протесты верующих и ноту министерства иностранных дел Польши, были вскрыты мощи святого Андрея Боболи, которые два года спустя передали в Ватикан. В 1922 году утварь многих костёлов на территории БССР была конфискована, а в Минске был организован показательный судебный процесс над католическим духовенством, сопротивлявшимся экспроприации костёльного имущества. ГПУ внимательно следило за деятельностью священнослужителей, информируя об их деятельности руководство страны, арестовывало и пыталось завербовать их. После публикации «Декларации митрополита Сергия» в 1927 году от видных католических деятелей стали требовать подписания аналогичного заявления, но они отказались. Бурная антикатолическая кампания в БССР началась в 1930 году после публикации письма Пия XI в защиту религии в СССР, что было расценено как призыв к крестовому походу. В СМИ была развёрнута пропагандистская кампания, целью которой были утверждения об отсутствии притеснений свободы вероисповедания в СССР и о естественном упадке религиозности населения. Кроме того, в Минске было организовано шествие к «Красному костёлу» и митинги рабочих и служащих с принудительным участием. Чуть позже, в 1932 году, Минский горсовет закрыл этот костёл, ссылаясь на требования митинговавших. После того, как с 1929 года началась новая волна преследования, по состоянию на 20 декабря 1936 года закрытыми в БССР числились 95 костёлов, а действующими 18.
В первые десятилетия советской власти десятки священников были арестованы, некоторые были расстреляны. Некоторых (могилёвского архиепископа Эдварда Роппа и Яна Цепляка) выслали из страны, а предупреждённому о скором аресте минскому епископу Зигмунду Лозинскому удалось бежать самому. В 1927 году, после одного года активной работы, был арестован новый администратор Могилёвской архиепархии Болеслав Слосканс, успевший объездить всю территорию БССР от Минска до Мстиславля. Около 10 священников было арестовано в 1930—1931 годах.
В 1933 году по сфабрикованному делу о «польской военной организации» был арестован ряд настоятелей костёлов (Минска, Бобруйска, Борисова, Слуцка и других).
В 1935 году был расстрелян настоятель костёла в деревне Росица Эдвард Войцехович.
Новая волна репрессий против католицизма началась летом 1937 после пленума ЦК КП(б)Б: выступавшие на пленуме представители ВКП(б) Георгий Маленков и Яков Яковлев потребовали усилить борьбу с иностранными шпионами и диверсантами, «как того требует т. Сталин». В начале августа ЦК КП(б) докладывало в Москву об аресте большинства священников, которые якобы занимались шпионской работой. Закрывались и костёлы. 18 августа 1937 году Бюро ЦК КП(б)Б обсудило вопрос «О мерах по закрытию польских костёлов» и поручило закрыть оставшиеся храмы. К 20 августа в БССР осталось 5 действующих костёлов (Борисов, Витебск, Мстиславль, Орша, Чаусы), ещё 6 костёлов были без священнослужителей (Гомель, Минск, Могилёв, Свислочь, Хващёвка, Шатилки). 7 октября 1937 года Бюро ЦК КП(б)Б обсудило вопрос «О польских костёлах», и новый первый секретарь Алексей Волков потребовал закрыть все костёлы в БССР. Партийное руководство БССР рассматривало католическое духовенство как важную часть агентуры польской разведки и приписывало ему шпионские, диверсионные и контрреволюционные намерения. Согласно статистическим сведениям 3-го отдела УГБ НКВД БССР, в период с 1 июня по 1 сентября 1938 года было репрессировано 778 человек католического костёльного актива.

## Западная Беларусь
В Западной Беларуси, оказавшейся под властью Польши, католическая церковь, напротив, пользовалась привилегированным положением: в ходе кампании ревиндикации костёлы, переданные православным в конце XIX века, возвращались католикам (1300 храмов в 1921—1936 годах), а государство содействовало переходу людей в католицизм. В 1925 году епископом Виленским был назначен Ромуальд Яблжиковский.
Некоторые священники по собственной инициативе начали регулярно читать проповеди на белорусском языке вместо польского: Казимир Свояк, Янка Былина, Винцент Годлевский, Франтишек Ромейко, Франтишек Будзько, Люциан Хветько, Владислав Толочко, Ильдефонс Бобич, Антон Неманцевич. Проводилась работа по переводу Библии на белорусский язык. Государственная поддержка католицизма привела к увеличению доли католиков на западнобелорусских землях с 42,7 % в 1921 году до 48 % в 1931 году.
В 1937 году в Брестском деканате действовало 11 костёлов и было зарегистрировано 21 316 верующих, в Берестовицком деканате — 10 костёлов и 18 420 верующих, в Гродненском — 19 и 42 973 соответственно, в Дрогичинском — 12 и 23 302, в Кобринском — 7 и 10 110, в Лидском — 21 и 78 478, в Ошмянском — 19 и 63 933, в Пружанском — 7 и 12 394. Всего в северо-восточных поветах Польши существовало 48 деканатов. К 1935 году издавалось 262 периодических издания религиозной направленности — как на белорусском, так и на польском языках. В числе наиболее влиятельных была газета «Беларуская крыніца» (Белорусский родник).

## Вторая мировая война
В сентябре 1939 года, после присоединения Западной Беларуси к БССР, начались репрессии против католических священников. На территории Лидского повета Липнишковской гмины были расстреляны двое католических священнослужителей и священник Жижемской церкви Владимир Бук. В некоторых деревнях комсомольцы спиливали кресты. В это же время был репрессирован органами НКВД священник Геранёнского прихода.
27 февраля 1941 года, по данным областных комитетов КП(б)Б, в западных областях БССР насчитывалось 446 костёлов, 54 церкви, 387 синагог, 14 монастырей и духовенства: 617 католических священников, 606 православных священников, 293 раввина.
Некоторые католические священники Западной Беларуси в годы Второй мировой войны совершили ряд гражданских подвигов по спасению лиц еврейской национальности от немецко-фашистских захватчиков, в том числе Ян Селевич, Люциан Хмелёвец и другие.
В 1943 году был замучен священник Кобыльникского прихода Павлович за то, что освятил флаг бригады Кмицица Армии Крайовой.
11 расстрелянных в 1943 году монахинь-назаретанок из Новогрудка причислены к лику блаженных.

## Католицизм в БССР (1944—1991)
В 1945—1946 годах костёлы в восточных областях БССР, ранее возобновившие работу с разрешения немецкой оккупационной администрации, были закрыты — в них были размещены склады зерна, кинотеатры, библиотеки, но 33 костёла пустовали. Комментируя закрытие костёлов, Уполномоченный Совета по делам религиозных культов при СНК / Совете Министров СССР по БССР Кондратий Уласевич рапортовал о ликвидации «84 опорных пунктов Ватикана». Один из оставшихся на свободе священников, Мечислав Малынич, ездил по восточным областям и помогал группам католиков писать заявления с просьбами об открытии костёлов и о разрешении на проведение богослужений. После того, как Малынич самовольно провёл богослужения у закрытых костёлов в Мстиславле и в других населённых пунктах, его арестовали.
В западных областях БССР (Барановичской, Брестской, Гродненской, Молодечненской, Пинской, Полоцкой) из 416 костёлов, действовавших в 1939 году, к 1946 году осталось 387, а вместо 501 священника их обслуживало 225: около 60 человек выехало в Польшу по программе обмена населением, а многие были репрессированы. В результате, некоторые священники обслуживали по 5-7 приходов. В 1948 году это совмещение было запрещено, и 98 приходов остались без священнослужителей и перспектив их появления: в БССР отсутствовали специализированные учебные заведения, а переезд духовенства из других республик был невозможен — органы внутренних дел отказывались прописывать их в БССР. Некоторое время детей местных жителей готовили к первому причастию, но в 1947 году священнослужителям запретили любые занятия с детьми. В 1947 году не все общины смогли пройти процедуру перерегистрации с заключением типовых договоров, и к 1 января 1948 года прошли регистрацию 234 общины из действовавших на тот момент 272.
В 1945—1950 годах были закрыты или выехали в Польшу все католические монастыри (2 монастыря в Гродно и по одному в Друе, Кобрине, Несвиже, деревнях Городец Антопольского и Грибовщина Несвижского района).
23 июля 1947 года ЦК КП(б)Б направило в ЦК ВКП(б) докладную записку о деятельности католического духовенства в республике. Партийное руководство БССР, в частности, просило органы МГБ «усилить репрессивные меры в отношении к той части католического духовенства, которая ведёт активную работу против советской власти». Предполагается, что именно эта докладная записка спровоцировала волну арестов духовенства. Продолжалось и закрытие костёлов. Верующие продолжали собираться на религиозные праздники у кладбищенских часовен или ездили в соседние действующие костёлы.
После смерти Сталина в БССР начали возвращаться амнистированные священнослужители, и некоторым из них удалось добиться регистрации новых общин в пустующих зданиях костёлов с большой численностью верующих. К концу 1955 году в БССР действовало 152 костёла, в том числе 80 в Гродненской области, 54 в Молодечненской и 16 в Брестской. Многочисленные письма верующих в республиканские и союзные ведомства заставили Уполномоченного Совета по делам религиозных культов при Совете Министров СССР Ивана Полянского поставить перед руководством БССР вопрос об открытии костёлов в областных центрах восточных областей и в Минске. Это предложение было отклонено, а поддержавший инициативу уполномоченный по БССР Кондратий Уласевич был снят с должности.

## Республика Беларусь
По данным на 2009 г. в Беларуси насчитывается (по данным самой Католической церкви) 1 402 605 верующих-католиков (15 % населения страны), которые объединены в 619 приходов и 4 епархии:
- Витебский диоцез (94 прихода, 170 тыс. верующих в 2016 году)[41];
- Гродненский диоцез (194 прихода, 582 тыс. верующих в 2013 году)[42];
- Минско-Могилёвский архидиоцез (122 прихода, 666 тыс. верующих в 2016 году)[43];
- Пинский диоцез (76 приходов, 50 тыс. верующих в 2013 году)[44].

Традиционно католики преобладают среди верующих Гродненской области, но и в остальной части страны имеется достаточно развитая сеть католических приходов. Почётный статус малой базилики присвоен четырём храмам: церкви Вознесения Девы Марии в Будславе, собору Святого Франциска Ксаверия в Гродно, собору Вознесения Девы Марии в Пинске и костёлу Рождества Пресвятой Девы Марии в Браславе.
Согласно данным на июль 2010 года, предоставленным аппаратом Уполномоченного по делам религий и национальностей Республики Беларусь, 58,9 % населения считают себя верующими. Из них 12 % причисляют себя к Католической церкви (то есть 7 % от всего населения страны). Согласно этим же данным, регулярно посещают богослужения лишь половина католиков.
По данным справки об этноконфессиональной ситуации в Республике Беларусь в 2013 году в стране действуют 479 католических храмов и ещё 31 храм находится в стадии строительства.
С 1991 года главой белорусских католиков был Казимир Свёнтек (с 1994 года — кардинал), с 2007 года по январь 2021 года архиепископом-митрополитом являлся Тадеуш Кондрусевич, после него обязанности апостольского администратора исполнял епископ Казимир Великоселец, с сентября 2021 года католическую церковь Беларуси возглавляет архиепископ-митрополит Иосиф Станевский.
11 ноября 1992 года установлены дипломатические отношения между Республикой Беларусь и Святым Престолом и создана Нунциатура Святого Престола в Республике Беларусь. По данным на 2016 год апостольским нунцием в Беларуси является Габор Пинтер. 11 февраля 1999 года учреждена Конференция католических епископов Беларуси.
Католики византийского обряда объединены в Белорусскую грекокатолическую церковь. Главой БГКЦ в Беларуси является Ян-Сергей Гаек, а главой БГКЦ за пределами Беларуси до 2015 года являлся Александар Надсон.
В настоящее время богослужение ведётся на белорусском и польском языках. Большим событием в религиозной жизни католиков Беларуси являются ежегодные июльские массовые паломничества в Будслав к почитаемой Будславской иконе Божией Матери. Действуют две высших духовных семинарии в Пинске и Гродно, которые за время своей работы подготовили более 200 священников. В 2011 году Тадеуш Кондрусевич выступил с инициативой организации в Беларуси вещания международного католического Радио Мария. С 2009 года работает катехетический колледж для мирян в городе Барановичи. В августе 2013 года был открыт Минский теологический колледж святого Иоанна Крестителя.
Католическая церковь признана традиционной религией и освобождена от уплаты налогов, но в то же время она не пользуется финансовой поддержкой государства. Праздник Рождества Христова по григорианскому календарю (25 декабря) является официальным нерабочим днём. В начале 1990-х годов нерабочим днём был также день всех усопших верных 2 ноября (дзяды), но в 1998 году он стал рабочим днём. Из-за нехватки кадров в стране немало духовенства из Польши и других стран. Так согласно справке об этноконфессиональной ситуации в Республике Беларусь в 2013 году в стране служат 449 священников, из которых 135 — иностранные граждане. Известно о нескольких священниках, высланных из страны за нарушение визового режима и сроков пребывания в РБ.
| Наименование конфессии      | Брестская область | Витебская область | Гомельская область | Гродненская область | Могилёвская область | Минская область | г. Минск | Всего по республике |
| --------------------------- | ----------------- | ----------------- | ------------------ | ------------------- | ------------------- | --------------- | -------- | ------------------- |
| Римско-католическая церковь | 66                | 94                | 21                 | 176                 | 24                  | 98              | 21       | 500                 |
| Католики латинского обряда  | –                 | –                 | –                  | –                   | –                   | –               | 1        | 1                   |
| Греко-католическая церковь  | 3                 | 4                 | 1                  | 2                   | 1                   | 1               | 4        | 16                  |
| Всего                       | 69                | 98                | 22                 | 178                 | 25                  | 99              | 26       | 517                 |